# Балада про співочих пташок і змій
Балада про співочих пташок і змій (англ. The Ballad of songbirds and snakes) — книга-приквел трилогії «Голодні ігри» американської письменниці Сюзанни Коллінз.

## Синопсис
Історія, змальована в романі, відбувається за 64 роки до основних подій трилогії. Під час повстання округів впливова родина 18-річного Коріолана Сноу втратила майже все. Єдиний шанс Коріолана повернути сім'ї минулу велич і заможність — стипендія на навчання в Університеті. Її отримає переможець в останньому шкільному проєкті — менторській роботі з одним із трибутів, учасників Десятих Голодних ігор. Сноу за всяку ціну має здобути винагороду, хоча й має мізерні шанси на успіх. Підопічна Коріолана, харизматична Люсі Ґрей із округу 12 — майстриня епатажу, проте аж ніяк не скидається на переможця. Та що ближче вони знайомляться, то більше зближуються. Чи вдасться юному Сноу знайти баланс між справжнім почуттям та жагою до перемоги, і чим доведеться заплатити за успіх?

## Екранізація
21 квітня 2020 року студія Lionsgate оголосила про екранізацію нового роману. Режисером виступить Френсіс Лоуренс, що вже працював над фільмами «Голодні ігри: У вогні», «Голодні ігри: Переспівниця. Частина І» та «Голодні ігри: Переспівниця. Частина ІІ». Розроблятимуть сценарій — авторка роману Сюзанна Коллінз, сценарист Майкл Арндт. Продюсером фільму буде Ніна Джейкобсон.
16 травня 2022 року було оголошено, що Том Блайт зіграє роль молодого Коріолана Сноу. 31 травня оголосили, що Рейчел Зеглер обрали на роль Люсі Ґрей Берд. 15 червня Джош Андрес Рівера отримав роль Сеяна Плінта. 22 червня Гантер Шафер була обрана на роль Тигріс.

## Серія книг
- Голодні ігри (англ. The Hunger Games), 2008
- У вогні (англ. Catching Fire), 2009
- Переспівниця (англ. Mockingjay), 2010
- Балада про співочих пташок і змій (англ. The Ballad of Songbirds and Snakes), 2020 — приквел